# Kårvik
Kårvik est une localité du comté de Troms, en Norvège.

## Géographie
Administrativement, Kårvik fait partie de la kommune de Tromsø.